# 洪亮吉

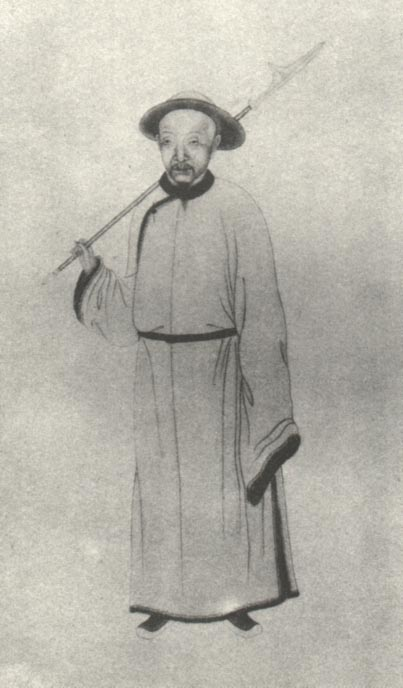
洪亮吉

洪 亮吉（こう りょうきつ、1746年 - 1809年）は、中国清代の官僚・思想家。字は君直・稚存。号は北江、晩年は更生と号した。もとの名は蓮。常州府陽湖県の出身。本貫は徽州府歙県。

## 略歴
1790年、進士となり、翰林院編修・国史館編纂官・貴州学政を歴任した。1796年に中央に呼び戻されたが、上書が嘉慶帝の怒りにふれ、イリ地方に流された。1800年に赦免された後は、郷里で著作に専念した。
洪亮吉の一生の関心は民衆の労苦の改善にあり、汚職の改善を訴えたことや、鬼神の存在を否定し迷信を排斥したことが有名である。
史学・地理学・訓詁学にも成果をあげ、また詩人としても知られている。

## 人口論
洪亮吉は『治平篇』という著作の中で中国の人口増加について述べている。清朝は人口が急激かつ大量に増加した時代で、1651年から1661年の間では1億ほどだった人口が、1785年から1791年の間では3億に達している。洪亮吉は田地の増加が人口の増加に追いつかないことを述べ、「田地は常に不足し、戸数は常に余っている」と述べている。人口問題に関心がなかった当時、この問題の重大性に気づいた彼の慧眼がうかがえよう。
洪亮吉の人口論は、偶然にもトマス・ロバート・マルサスのそれと内容が符合していたが、彼の『治平篇』は1793年に完成しており、マルサスの『人口論』の完成の5年前のことであった。

## 著作
- 『巻施閣詩文集』
- 『附鮚軒詩集』
- 『更生斎詩文集』
- 『北江詩話』
- 『春秋左伝詁』